# Faisal Bodahoom
Faisal Bodahoom (sinh ngày 25 tháng 9 năm 1988) là một cầu thủ bóng đá người Bahrain thi đấu ở vị trí tiền đạo cho Riffa.

## Sự nghiệp quốc tế

### Bàn thắng quốc tế
Tỉ số và kết quả liệt kê bàn thắng của Bahrain trước.
| Bàn thắng | Thời gian            | Địa điểm                                   | Đối thủ | Tỉ số | Kết quả | Giải đấu |
| --------- | -------------------- | ------------------------------------------ | ------- | ----- | ------- | -------- |
| 1.        | 21 tháng 12 năm 2013 | Sân vận động Jassim Bin Hamad, Doha, Qatar | Qatar   | 1–0   | 1–1     | Giao hữu |

## Danh hiệu
Riffa
Vô địch
- Giải bóng đá ngoại hạng Bahrain: 2013–14
- Cúp bóng đá Bahrain: 2013–14

Á quân
- Cúp Nhà vua Bahrain: 2013